# Нечаев, Николай Дмитриевич
Николай Дмитриевич Нечаев (15 декабря 1929 — 16 сентября 1982) — советский врач-хирург в городе Апатиты, инициатор внедрения новых методов в диагностику и лечение пациентов.

## Ранние годы
Николай Дмитриевич Нечаев родился в семье рыбака 15 декабря 1929 года в деревне Сояна на реке Мезень Северного края (ныне Архангельской области). В конце 30-х годов с семьёй переехал в Архангельск. 
После окончания 10-летней школы Нечаев поступил в Архангельский медицинский институт, который окончил в 1953 году по специальности «лечебное дело». Сразу распределился на Печору. Работал терапевтом, зубным врачом, гинекологом и хирургом.
После работы в Нарьян-Маре Н. Д. Нечаев переехал в Петрозаводск, где работал травматологом.

## Работа в Апатитах
В 1959 году приехал в Апатиты (Мурманская область), устроился в Апатитскую городскую больницу, сначала став врачом хирургического отделения, а в 1966 года — заведующим отделением.
Николай Дмитриевич Нечаев первым в регионе начал проводить операции под общим обезболиванием. Он обучил нескольких сестёр делать анестезию, так как врачей-анестезиологов в Апатитах ещё не было. Со временем освоил проведение операций экстренной и плановой хирургии. 
В 1971 году получил категорию высшей квалификации по специальности врача-хирурга..
После тяжелой и непродолжительной болезни скончался в сентябре 1982 года.
В 1989 году в память о Нечаеве в городе Апатиты Фестивальный проезд был переименован в улицу Нечаева.

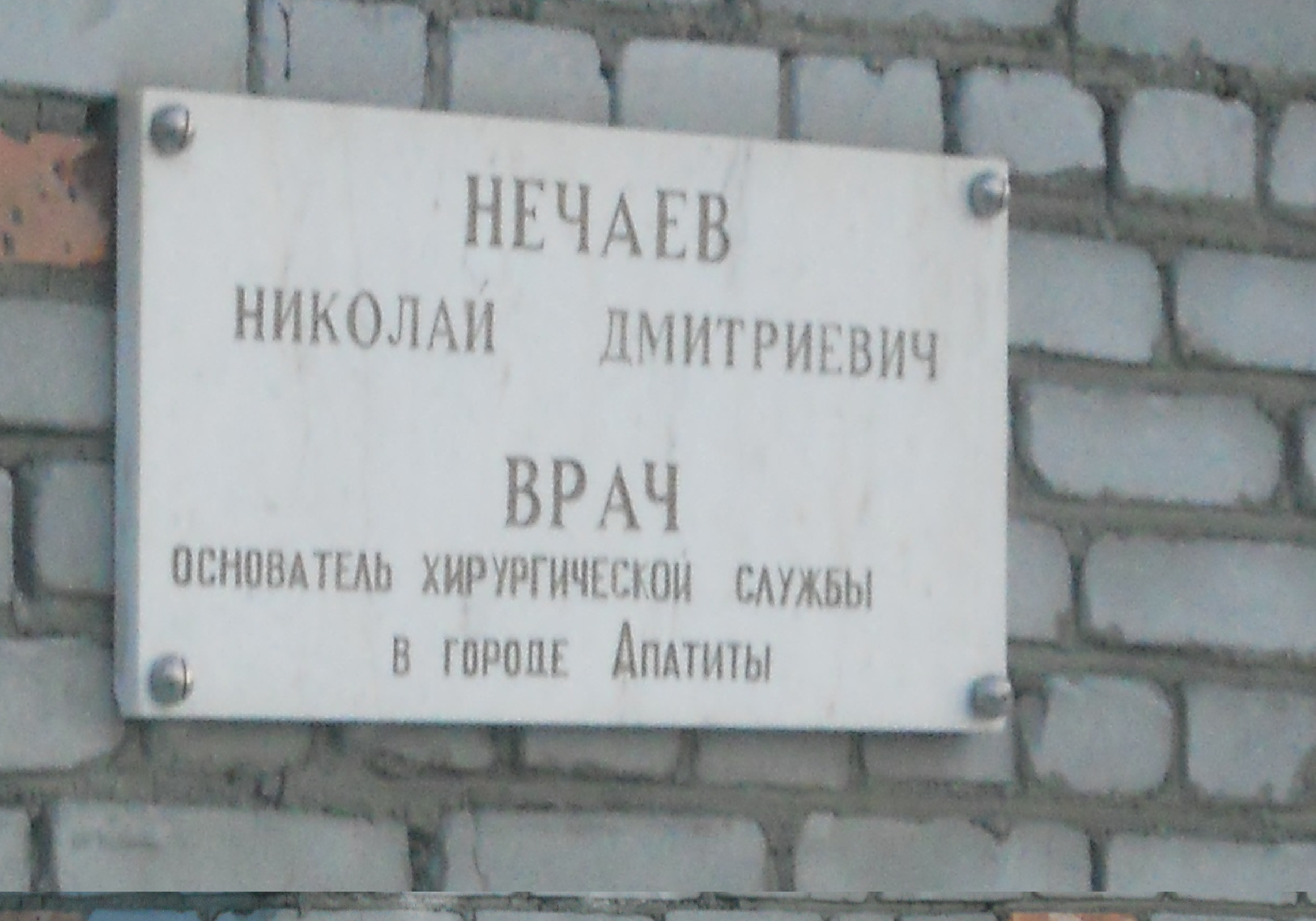
Мемориальная доска

«Помню чей-то рассказ о его похоронах: на улице Ферсмана, по которой шла траурная процессия, девушки из нашего медучилища бросали цветы перед гробом…
Николай Дмитриевич за годы своей работы в Апатитах сделал, как мне сказали, более десяти тысяч операций! Сколько людей обязаны ему не только здоровьем, но и жизнью…».

Внесён в Книгу Почёта города Апатиты посмертно 26 августа 1996 года.
На улице Нечаева дом №1 установлена мемориальная доска.